# Domine Edward Osok Airport
Domine Edward Osok Airport (engelska: Sorong Airport) är en flygplats i Indonesien.   Den ligger i provinsen Papua, i den östra delen av landet, 2 800 km öster om huvudstaden Jakarta. Domine Edward Osok Airport ligger 3 meter över havet.
Terrängen runt Domine Edward Osok Airport är platt åt sydväst, men åt nordost är den kuperad. Havet är nära Domine Edward Osok Airport åt sydväst. Runt Domine Edward Osok Airport är det ganska tätbefolkat, med 160 invånare per kvadratkilometer. Närmaste större samhälle är Sorong, 3,1 km nordväst om Domine Edward Osok Airport. I omgivningarna runt Domine Edward Osok Airport växer i huvudsak städsegrön lövskog.